# Nanhe (sockenhuvudort i Kina, Hubei Sheng, lat 30,49, long 113,77)
Nanhe (kinesiska: 南河, 南河乡) är en sockenhuvudort i Kina. Den ligger i provinsen Hubei, i den centrala delen av landet, omkring 50 kilometer väster om provinshuvudstaden Wuhan. Antalet invånare är 37 918. Befolkningen består av 18 355 kvinnor och 19 563 män. Barn under 15 år utgör 14,0 %, vuxna 15-64 år 75 %, och äldre över 65 år 9,0 %.
Runt Nanhe är det mycket tätbefolkat, med 1 095 invånare per kvadratkilometer. Närmaste större samhälle är Xiannüshan, 17,5 km norr om Nanhe. Trakten runt Nanhe består till största delen av jordbruksmark.
Genomsnittlig årsnederbörd är 1 638 millimeter. Den regnigaste månaden är maj, med i genomsnitt 242 mm nederbörd, och den torraste är december, med 28 mm nederbörd.